# Schwarze Seele
Schwarze Seele ist ein italienischer Spielfilm aus dem Jahre 1962 von Roberto Rossellini mit Vittorio Gassman und Nadja Tiller in den Hauptrollen.

## Handlung
Rom in den frühen Nachkriegsjahren. Adriano Zucchelli hat es sich in den Wiederaufbaujahren kommod eingerichtet. Einst luderte und faulenzte er sich durch sein von dolce vita geprägtes Leben, ein Hasardeur mit dunkler Vergangenheit als Strichjunge für reiche Kunden. Zwei Frauen kennzeichnen seine Vergangenheit und Gegenwart: da ist einerseits die Luxushure mit dem schönen Namen Mimosa, die einst an seiner Seite war und dafür sorgte, dass er nicht völlig abstürzte. Dennoch ist sie Vergangenheit. Seine Gegenwart heißt Marcella und ist seit kurzem seine Gattin. Marcella stammt, wie man so sagt, aus „gutbürgerlichem Hause“ und symbolisiert für den Aufsteiger die Hoffnung auf eine bessere Zukunft. Doch so einfach wie er glaubt, kann Adriano seine Vergangenheit nicht abschütteln, eines Tages holt sie ihn ein. Er begegnet einer Frau, die ihm von früher bekannt ist. Sie heißt Olga und verlangt von Adriano nicht weniger, als die Einlösung einer alten Schuld. Er soll das Erbe eines verstorbenen Adeligen aus Turin annehmen, offensichtlich einst ein zahlender Liebhaber Adrianos.
Dies wiederum ruft die Schwester des Toten, Alessandra, auf den Plan, die es ebenfalls auf das Erbe abgesehen hat und unbedingt verhindern will, dass ein dahergelaufener Typ wie Adriano es ihr vor den Augen wegschnappt. Und so droht sie ihm, seiner Frau Marcella alles über seine Vergangenheit zu verraten. Sie hält Wort, und Marcella, angewidert von Adrianos „schwarzer Seele“, wie der Titel insinuiert, verlässt tatsächlich ihren Gatten. Der droht nun wieder in die alten Fahrwasser abzudriften und kehrt in die Arme Mimosas zurück. Mimosa aber erweist sich als „Hure mit Herz“. Als Marcella reuevoll zu ihrem Mann zurückkehrt, trifft sie auf Mimosa, die ihr klarmacht, was sie durch ihr Verhalten zu verlieren droht. Während Marcella daraufhin die große Aussprache mit Adriano sucht und einem Neubeginn unter der Voraussetzung zustimmt, dass ihr Ehemann das Turiner Erbe ausschlägt, hört dieser nur gelangweilt zu, nickt gelegentlich und hinterlässt den Eindruck eines vollkommen Unbeteiligten.

## Produktionsnotizen
Schwarze Seele entstand in den Dino De Laurentiis Cinematografica Studios (Rom) und war für sehr viele Jahre Rossellinis letzte alleinige Kinospielfilmregie. Der Film erlebte am 12. August 1962 seine Uraufführung in Italien und lief am 25. Juli 1963 in den deutschen Kinos an. Die Vorlage zu diesem Film wurde am 9. April 1960 am Teatro Donizetti von Bergamo uraufgeführt.

## Kritiken
Die weitgehend schlechten Kritiken führten dazu, dass sich Rossellini nach diesem Film fast vollständig von der klassischen Spielfilmregie zurückzog. Nachfolgend einige Beispiele:

„Krieg und Nachkriegszeit haben Spuren hinterlassen. Die öffentliche Ordnung wurde wiederhergestellt, die private Unordnung dauert an. Bei manchen. Adriano (Gassmann) geht krumme Wege, findet sich nicht zurecht. Aber da gibt es schließlich die Frauen, hübsch, geduldig, lammfromm und opfermütig. Hure und Ehefrau überbieten sich an Edelmut und Verständnis und bringen Adriano zielsicher auf den mittelprächtigen Pfad der Tugend zurück. Er wird eine Ehe in Reinheit und eine bürgerliche Existenz, brav und ehrlich, zu führen haben. So einfach sieht es Roberto Rossellini in seinem nicht mehr ganz neuen Film. Einmal abgesehen von Fehlern, die nur blutigen Anfängern unterlaufen, abgesehen von der unerträglich exaltierten Stroyberg, ist Rossellinis Scheitern interessant. Er zeigt die Unmöglichkeit seiner neorealistischen Erzählhaltung heute. Gut und Böse liegen nicht mehr so klar zutage wie in den Zeiten des Neubeginns, mit den alten Mitteln läßt sich das Neue nicht mehr erzählen. Die gesellschaftliche Stagnation ist anders darzustellen als die klare Leidenschaft des Aufbruchs, es bedarf vor allem der Kunst, über sie auszusagen. Sein Thema ist wie von Antonioni, aber von ihm hat Rossellini nichts begriffen.“

„In diesem Film entwirft Regisseur Roberto Rossellini ("Rom, offene Stadt") nach einem Bühnenstück seines jungen Landsmannes Giuseppe Patroni-Griffi ein römisches Sittenbild von heute. Ein ehemaliger Strichjunge und Zuhälter (Vittorio Gassmann) sucht sich sozial zu etablieren. Zwei Frauen repräsentieren seine unordentliche Vergangenheit und die Möglichkeit einer geordneten Zukunft: die Edeldirne (Nadja Tiller), Gefährtin seiner Sturm-und-Drang-Jahre, und die Tochter aus gutem Hause (Annette Stroyberg), die er geheiratet hat. Als diese ihm, erschreckt durch einige Einblicke in seine Vergangenheit, davonläuft, sucht er die Ehemalige wiederzugewinnen, doch die Gattin kehrt zurück und reklamiert ihre Ansprüche. Resignierend schickt sich der Tunichtgut ins Unvermeidliche: eine ehrbare Durchschnittsexistenz. Geschichte, Charakterzeichnung und Dialoge verraten einiges über die Umschichtungen in der Nachkriegsgesellschaft, doch die Kamera registriert nur, wo sie interpretieren müßte.“

Paimann’s Filmlisten resümierte: „Eine Handlung, die in Verkehrung der gewohnten Konstellation Zynismus gegen Bürgerlichkeit absetzt, nicht gleich dankbare aber eindringlich verkörperte Rollen aufweist.“

„Die Geschichte eines kleinen Spekulanten und Lebemenschen, der – nach freudloser Kindheit und homoerotischer Verführung durch einen deutschen Offizier – ohne moralische Hemmungen nach Geld und Genuß strebt. Rossellinis auf Effekte bedachte Verfilmung eines erfolgreichen italienischen Theaterstücks beschränkt sich auf einen journalistischen Reportagestil bloßen Abfotografierens: Ein überzeugendes Zeitbild kommt dabei nicht zustande.“